# Risk
Risk – ósmy album amerykańskiego zespołu thrashmetalowego Megadeth, wydany w 1999 roku przez wytwórnię Capitol Records. Jest to ostatni album zespołu, na którym zagrał Marty Friedman i pierwszy z Jimmym DeGrasso w składzie. Album został zremiksowany i zremasterowany w ramach reedycji wydanej w 2004 roku.
Według danych z kwietnia 2002 sprzedał się w nakładzie 304,236 egzemplarzy na terenie Stanów Zjednoczonych.

## Twórcy
- Dave Mustaine – śpiew, gitara
- Marty Friedman – gitara
- David Ellefson – gitara basowa, śpiew
- Jimmy DeGrasso – perkusja

## Lista utworów
1. "Insomnia" (muzyka: David Mustaine, słowa: Mustaine) – 4:43
2. "Prince of Darkness" (muz. Mustaine, Marty Friedman, sł. Mustaine) – 6:26
3. "Enter the Arena" (muz. Mustaine, sł. Mustaine, Bud Prager) – 0:52
4. "Crush 'Em" (muz. Mustaine, Friedman, sł. Mustaine, Prager) – 4:57
5. "Breadline" (muz. Mustaine, Friedman, sł. Mustaine, Prager) – 4:23
6. "The Doctor Is Calling" (muz. Mustaine, Friedman, sł. Mustaine, Prager) – 5:44
7. "I'll Be There" (muz. Mustaine, Friedman, sł. Mustaine, Prager) – 4:19
8. "Wanderlust" (muz. Mustaine, Friedman, sł. Mustaine) – 5:21
9. "Ecstasy" (muz. Mustaine, Friedman, sł. Mustaine) – 4:28
10. "Seven" (muz. Mustaine, sł. Mustaine, David Ellefson) – 5:00
11. "Time: The Beginning" (muz. Mustaine, sł. Mustaine, Ellefson) – 3:04
12. "Time: The End" (muz. Mustaine, sł. Mustaine) – 2:26
13. "Insomnia" (Jeff Balding mix)[6]
14. "Breadline" (Jack Joseph Puig mix)[6]
15. "Crush 'Em" (Jock Mix)[6]